# 圣马夏尔 (阿尔代什省)
圣马夏尔（法語：Saint-Martial，法語發音：[sɛ̃ maʁsjal]）是法国阿尔代什省的一个市镇，位于该省西部，属于罗讷河畔图尔农区。法国第一大河卢瓦尔河发源于该市镇境内。

## 地理
圣马夏尔（44°52'3"N, 4°16'29"E）面积36.18 平方千米，位于法国奥弗涅-罗讷-阿尔卑斯大区阿尔代什省，该省份为法国东南部内陆省份，北起顺时针与卢瓦尔省、伊泽尔省、德龙省、沃克吕兹省、加尔省、洛泽尔省和上盧瓦爾省接壤。
与圣马夏尔接壤的市镇（或旧市镇、城区）包括：阿尔桑斯、博雷、萨涅和古杜莱、圣昂代奥勒-德富尔沙德、圣厄拉利。

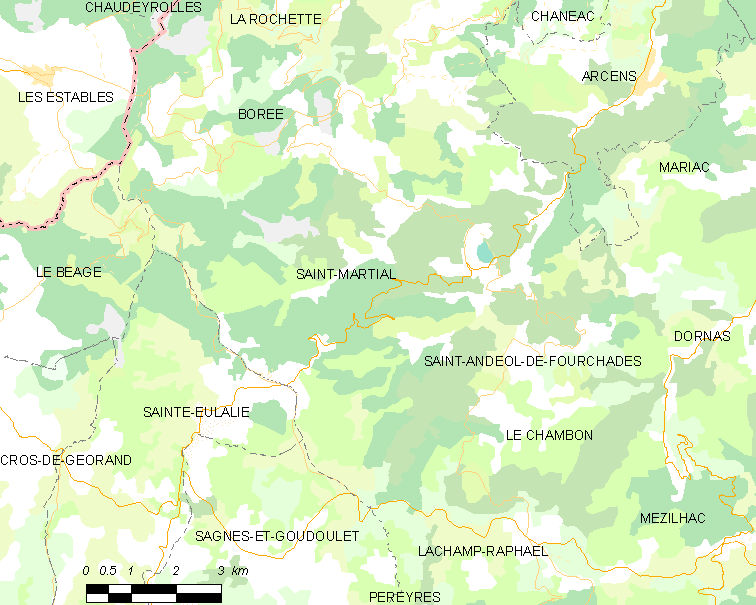
的OSM定位图

圣马夏尔的时区为UTC+01:00、UTC+02:00（夏令时）。

## 行政
圣马夏尔的邮政编码为07310，INSEE市镇编码为07267。

## 政治
圣马夏尔所属的省级选区为上埃里约县。

## 人口

1962-2008年间人口变化图示

圣马夏尔于2022年1月1日时的人口数量为271人。